# Mariinskij Posad
Mariinskij Posad (rusky Марии́нский Поса́д, zkracováno Марпосад – Marposad) je město v Čuvašské republice v Ruské federaci. Při sčítání lidu v roce 2010 měl přes devět tisíc obyvatel.

## Poloha a doprava
Mariinskij Posad leží na pravém, jižním břehu Kujbyševské přehradní nádrže na Volze. Od Čeboksar, hlavního města republiky, je vzdálen přibližně 28 kilometrů východně. Blíže leží rovněž západně položený Novočeboksarsk.
Je zde říční přístav.

## Dějiny
První zmínka o obci je z roku 1620, kdy se nazývala Sundyr (Сундырь) podle potoka Sundyrka, který se zde vlévá do Volhy. V roce 1856 ji car Alexandr II. Nikolajevič nechal přejmenovat k poctě své manželky Marie Alexandrovny na Mariinskij Posad a povýšil ji na město.

## Rodáci
- Marija Bronislavovna Vorobjovová-Stěbelská (1892–1984), kubistická malířka známá též jako Marevna